# George Town, Quần đảo Cayman
George Town là thủ đô của Quần đảo Cayman. Thành phố có dân số ước tính 30,600 (2006).

## Khí hậu
| Dữ liệu khí hậu của George Town                    | Dữ liệu khí hậu của George Town | Dữ liệu khí hậu của George Town | Dữ liệu khí hậu của George Town | Dữ liệu khí hậu của George Town | Dữ liệu khí hậu của George Town | Dữ liệu khí hậu của George Town | Dữ liệu khí hậu của George Town | Dữ liệu khí hậu của George Town | Dữ liệu khí hậu của George Town | Dữ liệu khí hậu của George Town | Dữ liệu khí hậu của George Town | Dữ liệu khí hậu của George Town | Dữ liệu khí hậu của George Town |
| Tháng                                              | 1                               | 2                               | 3                               | 4                               | 5                               | 6                               | 7                               | 8                               | 9                               | 10                              | 11                              | 12                              | Năm                             |
| -------------------------------------------------- | ------------------------------- | ------------------------------- | ------------------------------- | ------------------------------- | ------------------------------- | ------------------------------- | ------------------------------- | ------------------------------- | ------------------------------- | ------------------------------- | ------------------------------- | ------------------------------- | ------------------------------- |
| Chỉ số nóng bức cao kỷ lục                         | 39.2                            | 42.6                            | 43.3                            | 43.5                            | 45.4                            | 43.8                            | 45.5                            | 44.8                            | 44.8                            | 44.1                            | 43.1                            | 43.1                            | 45.5                            |
| Cao kỉ lục °C (°F)                                 | 32.2 (90.0)                     | 31.7 (89.0)                     | 32.2 (90.0)                     | 32.8 (91.0)                     | 33.9 (93.0)                     | 34.4 (94.0)                     | 34.4 (94.0)                     | 35.0 (95.0)                     | 34.4 (94.0)                     | 33.6 (92.4)                     | 32.8 (91.0)                     | 32.2 (90.0)                     | 35.0 (95.0)                     |
| Trung bình ngày tối đa °C (°F)                     | 28.2 (82.8)                     | 28.6 (83.4)                     | 29.1 (84.3)                     | 29.9 (85.9)                     | 30.7 (87.3)                     | 31.6 (88.9)                     | 32.2 (89.9)                     | 32.2 (89.9)                     | 31.7 (89.0)                     | 31.0 (87.8)                     | 29.6 (85.2)                     | 28.6 (83.5)                     | 30.3 (86.5)                     |
| Trung bình ngày °C (°F)                            | 25.8 (78.4)                     | 26.1 (79.0)                     | 26.6 (79.9)                     | 27.6 (81.7)                     | 28.5 (83.3)                     | 29.2 (84.6)                     | 29.6 (85.3)                     | 29.7 (85.5)                     | 29.3 (84.7)                     | 28.5 (83.3)                     | 27.5 (81.5)                     | 26.2 (79.2)                     | 27.9 (82.2)                     |
| Tối thiểu trung bình ngày °C (°F)                  | 22.3 (72.2)                     | 22.4 (72.3)                     | 22.7 (72.9)                     | 23.7 (74.6)                     | 24.7 (76.4)                     | 25.5 (77.9)                     | 25.7 (78.2)                     | 25.6 (78.0)                     | 25.3 (77.6)                     | 24.7 (76.5)                     | 24.1 (75.4)                     | 23.2 (73.8)                     | 24.2 (75.5)                     |
| Thấp kỉ lục °C (°F)                                | 15.0 (59.0)                     | 15.0 (59.0)                     | 16.1 (61.0)                     | 16.7 (62.0)                     | 17.2 (63.0)                     | 21.7 (71.0)                     | 20.6 (69.0)                     | 20.0 (68.0)                     | 21.1 (70.0)                     | 21.1 (70.0)                     | 18.0 (64.4)                     | 14.1 (57.3)                     | 14.1 (57.3)                     |
| Lượng mưa trung bình mm (inches)                   | 51.8 (2.04)                     | 38.1 (1.50)                     | 33.5 (1.32)                     | 32.2 (1.27)                     | 151.4 (5.96)                    | 157.5 (6.20)                    | 146.8 (5.78)                    | 149.8 (5.90)                    | 222.0 (8.74)                    | 219.8 (8.65)                    | 153.7 (6.05)                    | 71.0 (2.80)                     | 1.427,6 (56.21)                 |
| Số ngày mưa trung bình                             | 7                               | 6                               | 6                               | 4                               | 10                              | 12                              | 12                              | 14                              | 16                              | 15                              | 12                              | 9                               | 123                             |
| Độ ẩm tương đối trung bình (%)                     | 76                              | 76                              | 75                              | 75                              | 77                              | 78                              | 77                              | 78                              | 79                              | 79                              | 78                              | 78                              | 77                              |
| Nguồn 1: National Weather Service (Cayman Islands) |                                 |                                 |                                 |                                 |                                 |                                 |                                 |                                 |                                 |                                 |                                 |                                 |                                 |
| Nguồn 2: Weather In Cayman                         |                                 |                                 |                                 |                                 |                                 |                                 |                                 |                                 |                                 |                                 |                                 |                                 |                                 |